# Gerry (Vorname)
Gerry ist ein Vorname. Er ist die Kurzform des männlichen Vornamens Gerald bzw. dessen weiblicher Version Geraldine.

## Namensträger

### A
- Gerry Adams (* 1948), nordirischer Politiker
- Gerry Alexander (1928–2011), jamaikanischer Cricketspieler
- Gerry Anderson (1929–2012), englischer Regisseur und Produzent
- Gerry Ashmore (1936–2021), britischer Autorennfahrer
- Gerry Ashworth (* 1942), US-amerikanischer Sprinter und Olympiasieger

### B
- Gerry Becker (1951–2019), US-amerikanischer Schauspieler
- Gerry Breen, irischer Politiker (341. Lord Mayor of Dublin)
- Gerry Brown (* 1951), US-amerikanischer Jazzschlagzeuger
- Gerry Byrne (1938–2015), englischer Fußballspieler

### C
- Gerald „Gerry“ Chamberlain (≈1942–2007), US-amerikanischer Jazzmusiker
- Gerry Cheevers (* 1940), kanadischer Eishockeyspieler
- Gerry Conway (1947–2024), britischer Folk-Schlagzeuger
- Gerry Conway (* 1952), US-amerikanischer Schriftsteller
- Gerry Cooney (* 1956), US-amerikanischer Boxer
- Gerry Cowper (* 1958), britische Schauspielerin

### E
- Gerry Ehman (1932–2006), kanadischer Eishockeyspieler
- Gerry Ehrmann (Gerald Ehrmann; * 1959), deutscher Fußballtorhüter

### F
- Gerry Fisher (1926–2014), britischer Kameramann
- Gerry Fitt (1926–2005), britisch-nordirischer Politiker
- Gerry Flynn (* 1965), irischer Springreiter
- Gerry Francis (* 1951), englischer Fußballspieler und -trainer

### G
- Gerry Geran (1895–1981), US-amerikanischer Eishockeyspieler
- Gerry Goffin (1939–2014), US-amerikanischer Liedtexter
- Gerry Gravelle (1934–2022), kanadischer Skispringer

### H
- Gerry Hambling (1926–2013), britischer Filmeditor
- Gerry Hayes (1934–2020), deutsch-amerikanischer Jazzmusiker
- Gerry Whiting Hazelton (1829–1920), US-amerikanischer Politiker
- Gerry Healy (1913–1989), trotzkistischer Politiker
- Gerry Hemingway (* 1955), US-amerikanischer Jazzschlagzeuger
- Gerry Hungbauer (* 1961), deutscher Theater- und Fernsehschauspieler

### J
- Gerry Jochum (* 1960), deutscher Regisseur, Schauspieler und Autor
- Gerry Johnson, englischer Wirtschaftswissenschaftler

### K
- Gerry Kley (1960–2021), deutscher Politiker (FDP)

### L
- Gerry Leonard (* um 1962), irischer Studio- und Jazzgitarrist
- Gerry Lively, US-amerikanischer Kameramann und Regisseur

### M
- Gerry Marsden (1942–2021), britischer Sänger und Musiker
- Gerry Mayer (* 1960), österreichischer Bildhauer
- Gerry McAvoy (* 1951), nordirischer Musiker
- Gerry McNeil (1926–2004), kanadischer Eishockeytorwart
- Gerry Mendicino (* 1950), kanadischer Schauspieler
- Gerry Mikscha (* 1971), österreichischer Politiker (FPÖ), Privatsekretär Jörg Haiders
- Gerry Moore (1903–1993), britischer Pianist
- Gerry Mulligan (1927–1996), US-amerikanischer Jazzmusiker, Arrangeur und Komponist

### N
- Gerry Neef (1946–2010), deutscher Fußballtorhüter
- Gerry Niewood (1943–2009), amerikanischer Jazzmusiker

### O
- Gerry O’Sullivan (1936–1994), irischer Politiker (Irish Labour Party)

### P
- Gerry Philbin (1941–2025), US-amerikanischer American-Football-Spieler

### R
- Gerry Rafferty (1947–2011), britischer Singer-Songwriter
- Gerry Francis Ridsdale (1934–2025), australischer Priester
- Gerry Roufs (1953–1997), kanadischer Segler
- Gerry Ryan (1956–2010), irischer Radio- und Fernsehmoderator

### S
- Gerry Schum (1938–1973), deutscher Videokünstler
- Gerry Scotti (* 1956), italienischer Fernsehshowmaster und Schauspieler
- Gerry Sikorski (* 1948), US-amerikanischer Politiker
- Gerry Sorensen (* 1958), kanadische Skirennläuferin
- Gerry Spiess (1940–2019), US-amerikanischer Einhandsegler
- Gerry Studds (1937–2006), US-amerikanischer Politiker

### T
- Gerry Théberge (1930–2000), kanadischer Eishockeyspieler
- Gerry Thomas (1922–2005), US-amerikanischer Koch
- Gerry Turpin (1925–1997), englischer Kameramann

### W
- Gerry Wiggins (1922–2008), US-amerikanischer Musiker
- Gerry Wolff (1920–2005), deutscher Schauspieler